# 太平 (墨田区)
太平（たいへい）は、東京都墨田区の町名。現行行政地名は太平一丁目から太平四丁目。住居表示実施済み区域。

## 地理
太平は墨田区の南部、本所地域内に位置する。北で横川、東で横十間川を挟んで対岸に江東区亀戸、南で錦糸、西で大横川を挟んで対岸に石原。町域の西辺をもって墨田区-江東区境を成す。町域中央を東西に蔵前橋通りが横断するほか、東部を四ツ目通りが南北に縦走し、その地下を地下鉄半蔵門線が走る。町域の西側から太平一丁目、同二丁目、同三丁目、四ツ目通りの東に同四丁目が並ぶ。横川に所在する本所警察署・本所消防署の管轄に当たる。

### 河川
- 横十間川
- 大横川

## 歴史
旧：本所太平町。一丁目はかつての深川元町代地に当たる。

## 世帯数と人口
2025年（令和7年）3月1日現在（墨田区発表）の世帯数と人口は以下の通りである。
| 丁目       | 世帯数    | 人口     |
| ---------- | --------- | -------- |
| 太平一丁目 | 2,072世帯 | 3,649人  |
| 太平二丁目 | 936世帯   | 1,363人  |
| 太平三丁目 | 1,010世帯 | 1,526人  |
| 太平四丁目 | 2,714世帯 | 4,601人  |
| 計         | 6,732世帯 | 11,139人 |

### 人口の変遷
国勢調査による人口の推移。
| 年                 | 人口   |
| ------------------ | ------ |
| 1995年（平成7年）  | 6,867  |
| 2000年（平成12年） | 7,277  |
| 2005年（平成17年） | 7,713  |
| 2010年（平成22年） | 9,988  |
| 2015年（平成27年） | 10,630 |
| 2020年（令和2年）  | 11,105 |

### 世帯数の変遷
国勢調査による世帯数の推移。
| 年                 | 世帯数 |
| ------------------ | ------ |
| 1995年（平成7年）  | 3,158  |
| 2000年（平成12年） | 3,551  |
| 2005年（平成17年） | 3,938  |
| 2010年（平成22年） | 5,101  |
| 2015年（平成27年） | 5,650  |
| 2020年（令和2年）  | 6,199  |

## 学区
区立小・中学校に通う場合、学区は以下の通りとなる（2022年9月時点）。
| 丁目       | 番地     | 小学校             | 中学校             |
| ---------- | -------- | ------------------ | ------------------ |
| 太平一丁目 | 17〜31番 | 墨田区立業平小学校 | 墨田区立錦糸中学校 |
| 太平一丁目 | 1〜16番  | 墨田区立錦糸小学校 | 墨田区立錦糸中学校 |
| 太平二丁目 | 1〜9番   | 墨田区立錦糸小学校 | 墨田区立錦糸中学校 |
| 太平二丁目 | 10〜19番 | 墨田区立柳島小学校 | 墨田区立錦糸中学校 |
| 太平三丁目 | 11〜20番 | 墨田区立柳島小学校 | 墨田区立錦糸中学校 |
| 太平三丁目 | 1〜10番  | 墨田区立錦糸小学校 | 墨田区立錦糸中学校 |
| 太平四丁目 | 1〜4番   | 墨田区立錦糸小学校 | 墨田区立錦糸中学校 |
| 太平四丁目 | 5〜24番  | 墨田区立柳島小学校 | 墨田区立錦糸中学校 |

## 交通

### 鉄道
町域内を東京メトロ半蔵門線が通るが、駅は設置されていない。錦糸町駅が最寄り駅となる。

### 道路
- 東京都道315号御徒町小岩線（蔵前橋通り）
- 東京都道465号深川吾嬬町線（四ツ目通り）

### 橋梁
- 横十間川に架かる橋
  - 天神橋（蔵前橋通り）
- 大横川に架かる橋
  - 報恩寺橋（蔵前橋通り）
  - 清平橋

## 事業所
2021年（令和3年）現在の経済センサス調査による事業所数と従業員数は以下の通りである。
| 丁目       | 事業所数  | 従業員数 |
| ---------- | --------- | -------- |
| 太平一丁目 | 226事業所 | 2,409人  |
| 太平二丁目 | 146事業所 | 981人    |
| 太平三丁目 | 184事業所 | 1,589人  |
| 太平四丁目 | 258事業所 | 6,906人  |
| 計         | 814事業所 | 11,885人 |

### 事業者数の変遷
経済センサスによる事業所数の推移。
| 年                 | 事業者数 |
| ------------------ | -------- |
| 2016年（平成28年） | 777      |
| 2021年（令和3年）  | 814      |

### 従業員数の変遷
経済センサスによる従業員数の推移。
| 年                 | 従業員数 |
| ------------------ | -------- |
| 2016年（平成28年） | 9,696    |
| 2021年（令和3年）  | 11,885   |

## 施設
- 立志舎高等学校（太平二丁目）
- 本所郵便局（太平四丁目）
- オリナス（太平四丁目）
- 大横川親水公園

## 史跡
- 法恩寺

## その他

### 日本郵便
- 郵便番号 : 130-0012[3]（集配局 : 本所郵便局[14]）。